# ダニエル・ビエロフカ
ダニエル・ビエロフカ（Daniel Bierofka、1979年2月7日- ）は、ドイツ・ミュンヘン出身の元サッカー選手であり、現サッカー指導者。現役時代のポジションはMF。
ドイツ・ブンデスリーガ1部のTSV1860ミュンヘン、バイエル・レバークーゼン、VfBシュトゥットガルトで初期のプロのキャリアを過ごす。バイエル・レバークーゼンでは、UEFAチャンピオンズリーグにも出場している。2002年にはドイツ代表として3試合に出場。2007年以降、故郷のTSV1860ミュンヘンに戻りプレーした後、2014年夏に現役を引退。引退後は指導者の道を歩み、2019年11月までTSV1860ミュンヘンの監督を務めたのち、2020-21シーズンFCヴァッカー・インスブルックの監督に就任。

## 選手経歴

### クラブ

#### ユース時代
SpVggウンターハヒンクで1シーズンプレーし、1994年、FCバイエルン・ミュンヘンのユースに移る。1998年レギオナールリーガ・ズードに属するFCバイエルン・ミュンヘンのセカンドチームで初出場し、夏以降はレギュラーに定着。2000年までセカンドチームで計47試合に出場し、2得点を挙げた。

#### TSV1860ミュンヘン
2000年夏、TSV1860ミュンヘンに移籍。ドイツ・ブンデスリーガ1部に属するトップチームですぐレギュラーに定着し、2002年までに55試合に出場し、7得点を挙げる。さらに、UEFAチャンピオンズリーグの予選ラウンドに2回、UEFAヨーロッパリーグで5回、カップ戦に5回、それぞれ出場を果たしている。

#### バイエル・レバークーゼン
2002-03シーズン、バイエル・レバークーゼンに移籍。最初の2シーズンは試合に出続け、計62試合で11得点を挙げた。2004年秋、椎間板ヘルニアを発症し3か月の休養を余儀なくされる。バイエル・レバークーゼンでの3年間で、レギュラーシーズンのほかにDFLリーガポカールに3試合、ドイツカップに8回出場(2得点)。UEFAチャンピオンズリーグに9回出場。セカンドチームでも1試合出場し、1得点を挙げている。2005年夏、VfBシュトゥットガルトへの移籍が決まる。

#### VfBシュトゥットガルト
2005-06シーズン前のSSローブル・シエーナとの親善試合で果部骨折をする。合併症を繰り返し半年で12回の手術を受けなければならなかった。2006年3月25日にようやく、前所属クラブのバイエル・レバークーゼンとの試合を果たせたが、これが同シーズンドイツ・ブンデスリーガ1部での唯一の試合になった。その後、セカンドチームで6試合に出場。2006-07シーズンは、復活をとげ、ドイツ・ブンデスリーガ1部での優勝に貢献する。

#### 再びTSV1860ミュンヘンへ
2007年夏、TSV1860ミュンヘンへ移籍。計7年間で131試合に出場した。2011年3月には19回目の足の手術を行っている。2013-14シーズンを最後に現役を引退した。

### 代表
1999年から2001年の間に、ドイツU-21代表として22試合に出場し7得点を挙げている。2002年5月、ルディ・フェラーによって2002 FIFAワールドカップに向けての代表候補に指名された。2002年5月9日、クウェート代表との親善試合でA代表デビューを果たす。2002年8月21日、ブルガリア代表戦で先発出場を果たしたが、代表での最後の出場となった。

## 指導者経歴

### TSV1860ミュンヘン
現役選手生活を終え、TSV1860ミュンヘンU-16の監督に就任。2015年2月、セカンドチームの監督に就任。2016-17シーズン、トップチームがドイツ・ブンデスリーガ2部から降格し、なおかつ3部リーグのクラブライセンスを獲得しなかった後、チームの監督に就任する。4部リーグ(レギオナールリーガ・バイエルン)でプレーするチームはU-19の中心選手とセカンドチームの選手で成り立っていた。2018年5月5日、リーグ優勝したFCピピンスリートとのアウェイでの試合に3-0で勝利し、昇格プレーオフで勝利し、3部リーグへ昇格する。
2019年3月、ヘンネフ・スポーツ学校で2018年6月から始めていたサッカー指導者の養成課程を無事終え、指導者ライセンスを取得。
12年間共に過ごしたクラブに対し2019-20シーズンの3分の1にあたる第14節が終わった時、個人的な理由でトップチーム監督の契約解除を申し出る。

### FCヴァッカー・インスブルック
2020-21シーズン、オーストリア・ブンデスリーガ2部に所属するFCヴァッカー・インスブルックの監督に就任。
2021年10月7日、解任が発表された。

## タイトル

### 選手
VfBシュトゥットガルト
- ドイツ・ブンデスリーガ1部:1回（2007）